# Більшовик України (журнал)
Більшови́к Украї́ни (рус. Большевик Украины) — теоретический и политический журнал, орган ЦК КП(б)У.

## Общие сведения
Журнал «Більшовик України» издавался с июля 1926 года в Харькове. С июля 1934 года — в Киеве (с перерывом — июль 1941 — ноябрь 1946 года).
С октября 1927 года выходил с частотой раз в две недели. С 1934 года стал ежемесячником.
В 1926-49 годах печатался на украинском, а с 1950 года ещё и на русском языке.

## Редакционная коллегия
Вследствие репрессий, на начальном этапе состав редколлегии не раз менялся. В 1920-30 годах в её состав входили: З. Ашрафьян, Е. Гирчак, В. Затонский, Н. Киллерог, П. Любченко, М. Попов, А. Речицкий, А. Сенченко, Н. Скрипник, С. Трикоз, А. Хвиля, В. Юринец и др.

## Тематика издания
В журнале печатались официальные материалы партии, статьи руководителей ВКП(б) и КП(б)У, разъяснялась политика партии, а также вопросы истории Октябрьской революции 1917 года, истории рабочего движения и революции 1905—1907 годов, документы по истории установления советской власти на Украине, статьи и материалы Коминтерна. С 1941 года, как приложения к каждому номеру, выходили серии лекций-брошюр. Существовали серии философские, исторические, экономические, естественных наук, литературы и искусства.

## Переименование
С октября 1952 года журнал стал носить новое название — «Коммунист Украины».